# Amphiodia psara
Amphiodia psara är en ormstjärneart som beskrevs av Hubert Lyman Clark 1935. Amphiodia psara ingår i släktet Amphiodia och familjen trådormstjärnor. Inga underarter finns listade i Catalogue of Life.